# Calvus (cognomen)
Calvus is een cognomen of agnomen, de betekenis is: "de kale".
Beroemd dragers van dit cognomen of agnomen zijn:
- Gnaius Cornelius Scipio Calvus
- Gaius Licinius Calvus
- Gaius Licinius Macer Calvus